# Дафнис (род)
Дафнис (Daphnis) — род бабочек из семейства бражников (Sphingidae).

## Описание
Размах крыльев 90—110 мм. Передние крылья с пёстрым рисунком из поперечных полос и пятен. Задние крылья с тонкой светлой поперечной перевязью. Бражники летают вечером и ночью. Мигрируют на большие расстояния.

## Ареал
Средиземноморье, Кавказ, Малая Азия, Афганистан, северная Африка, Юго-Восточная Азия

## Виды
- Daphnis dohertyi — Rothschild, 1897
- Daphnis hayesi — Cadiou, 1988
- Daphnis hypothous — (Cramer, 1780)
  - Daphnis hypothous hypothous
- Daphnis layardii — Moore, 1882
- Daphnis minima — Butler, 1876
- Олеандровый бражник (Daphnis nerii) — (Linnaeus, 1758)
- Daphnis placida — (Walker, 1856)
- Daphnis protrudens — Felder, 1874
- Daphnis torenia — Druce, 1882
- Daphnis vriesi — Hogenes & Treadaway, 1993

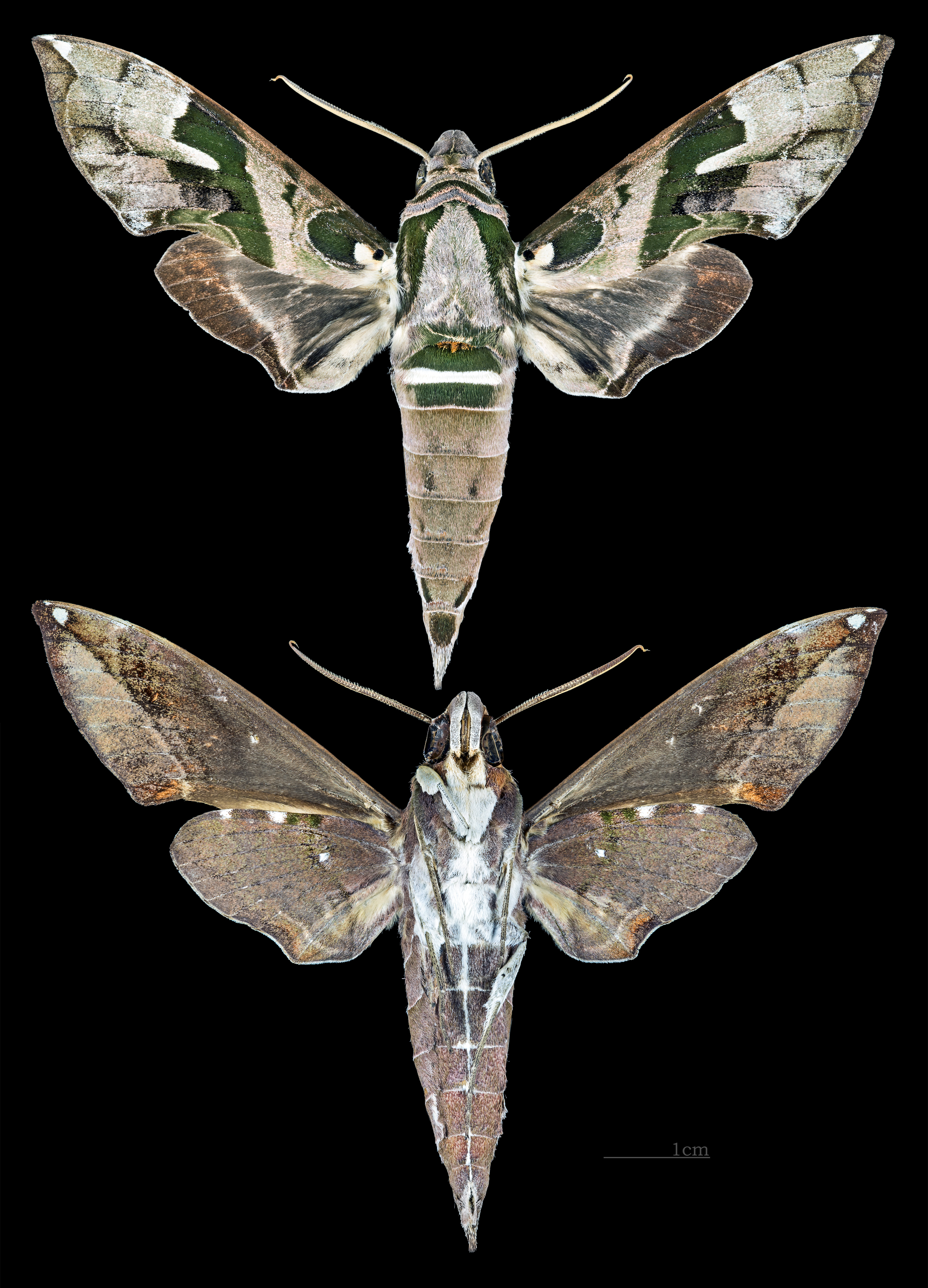
Daphnis dohertyi
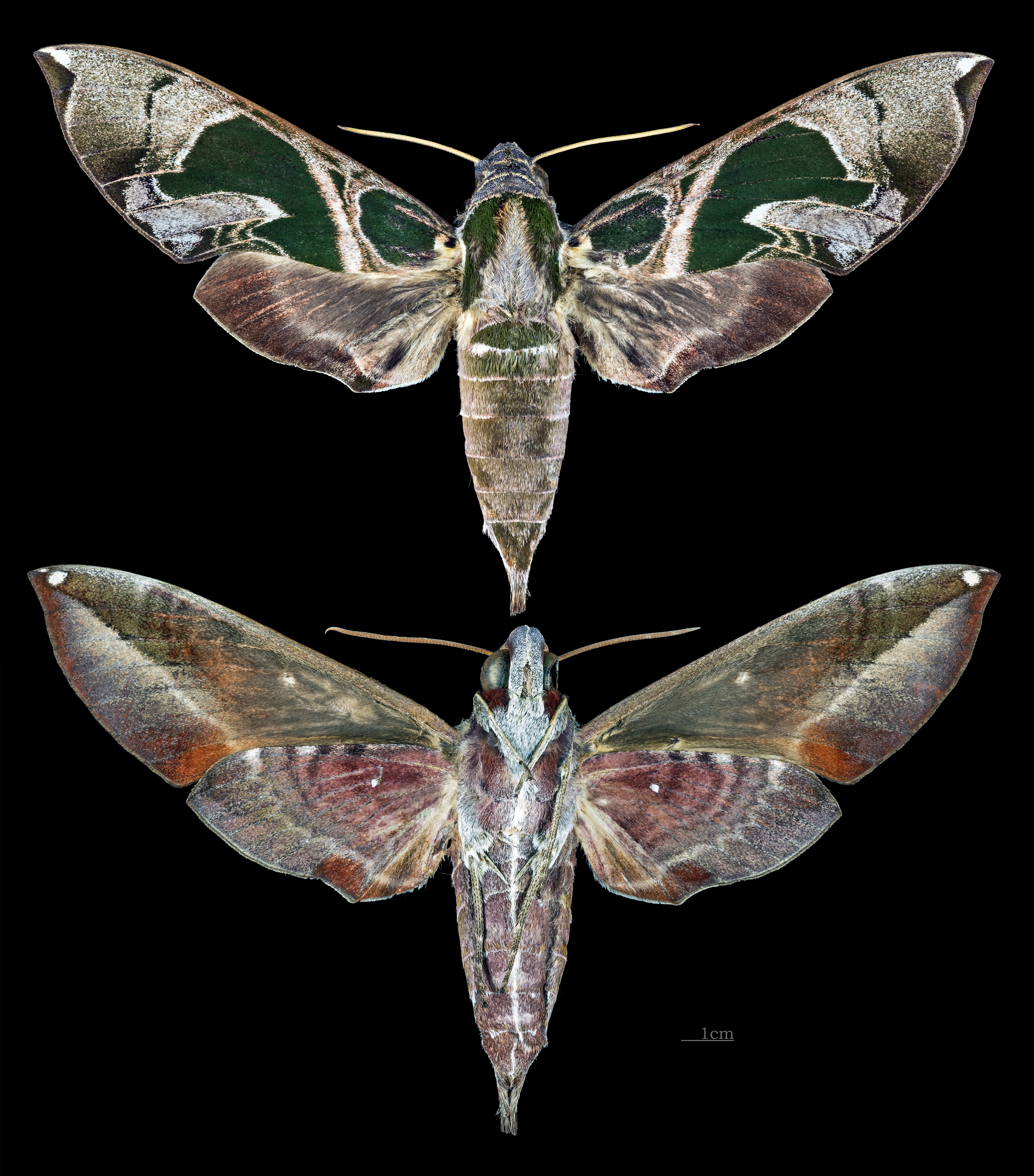
Daphnis hayesi
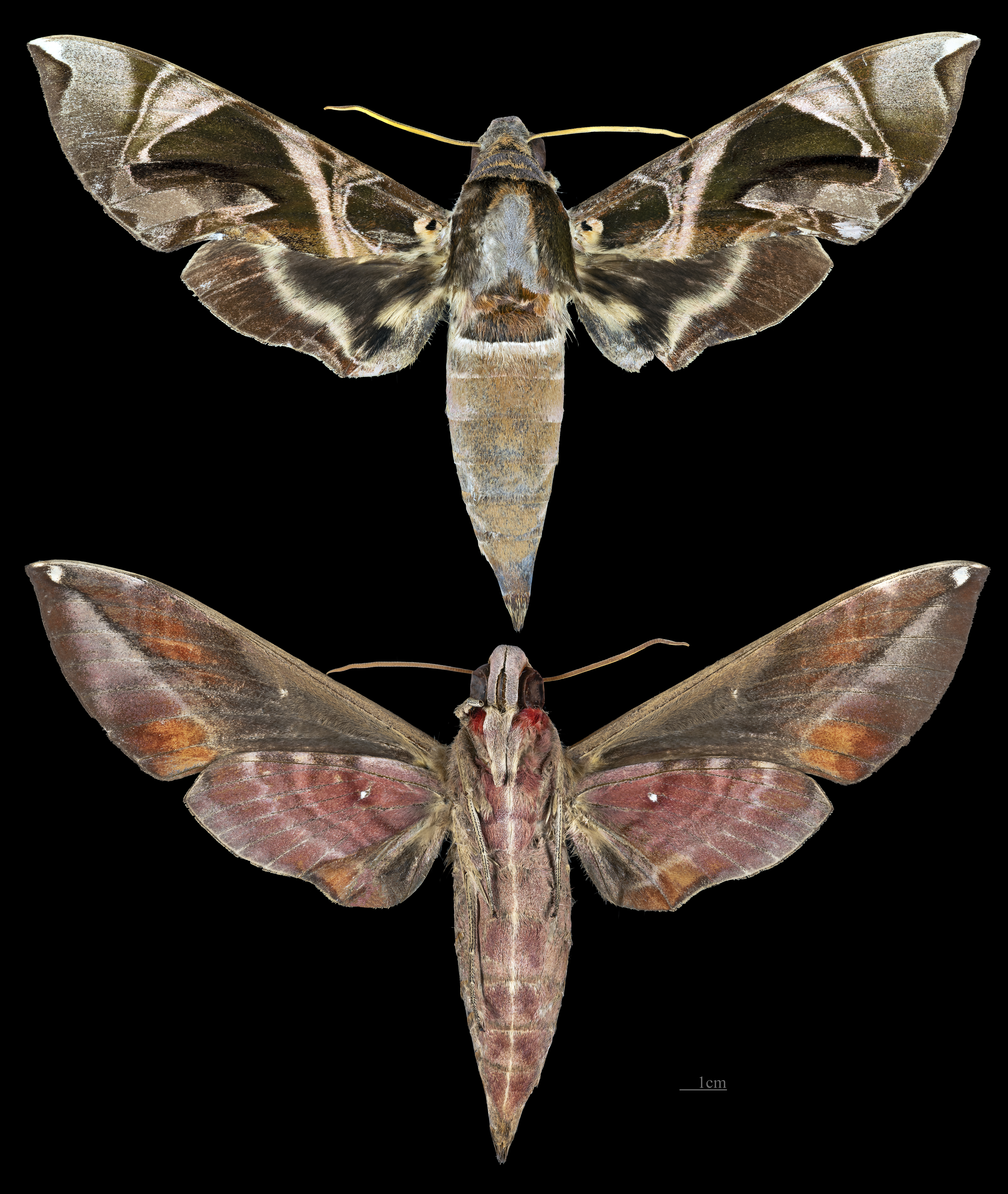
Daphnis hypothous
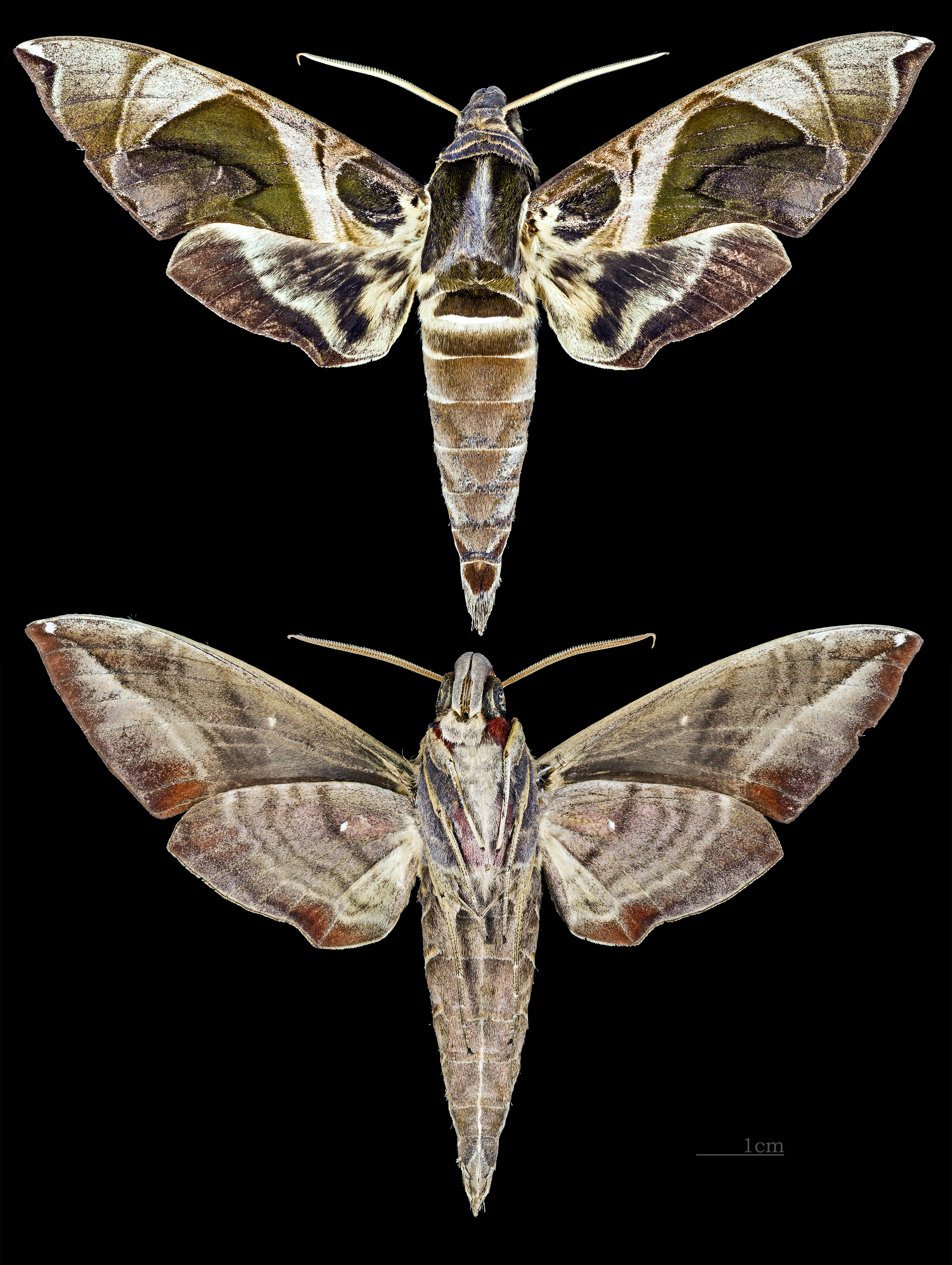
Daphnis moorei
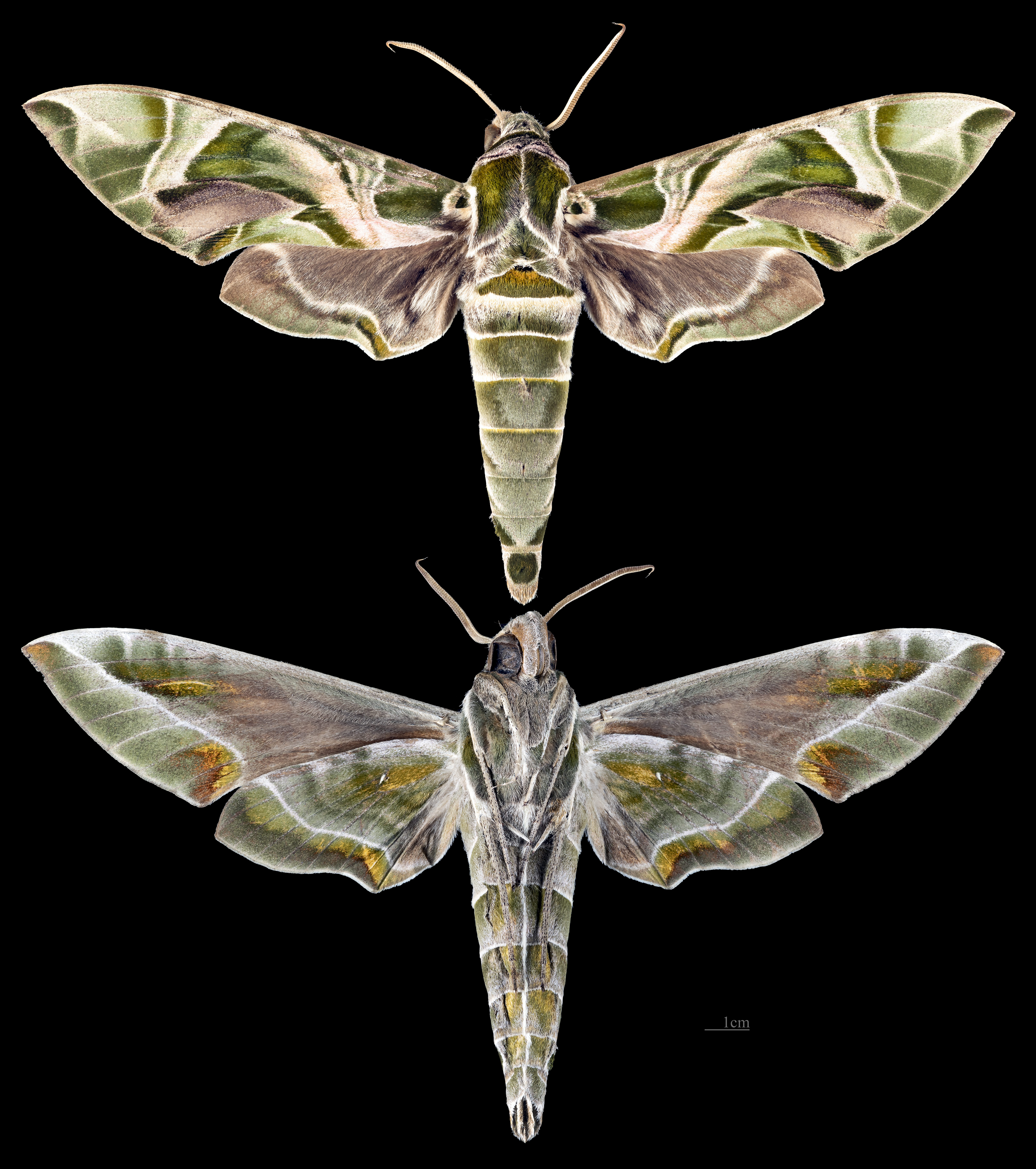
Daphnis nerii
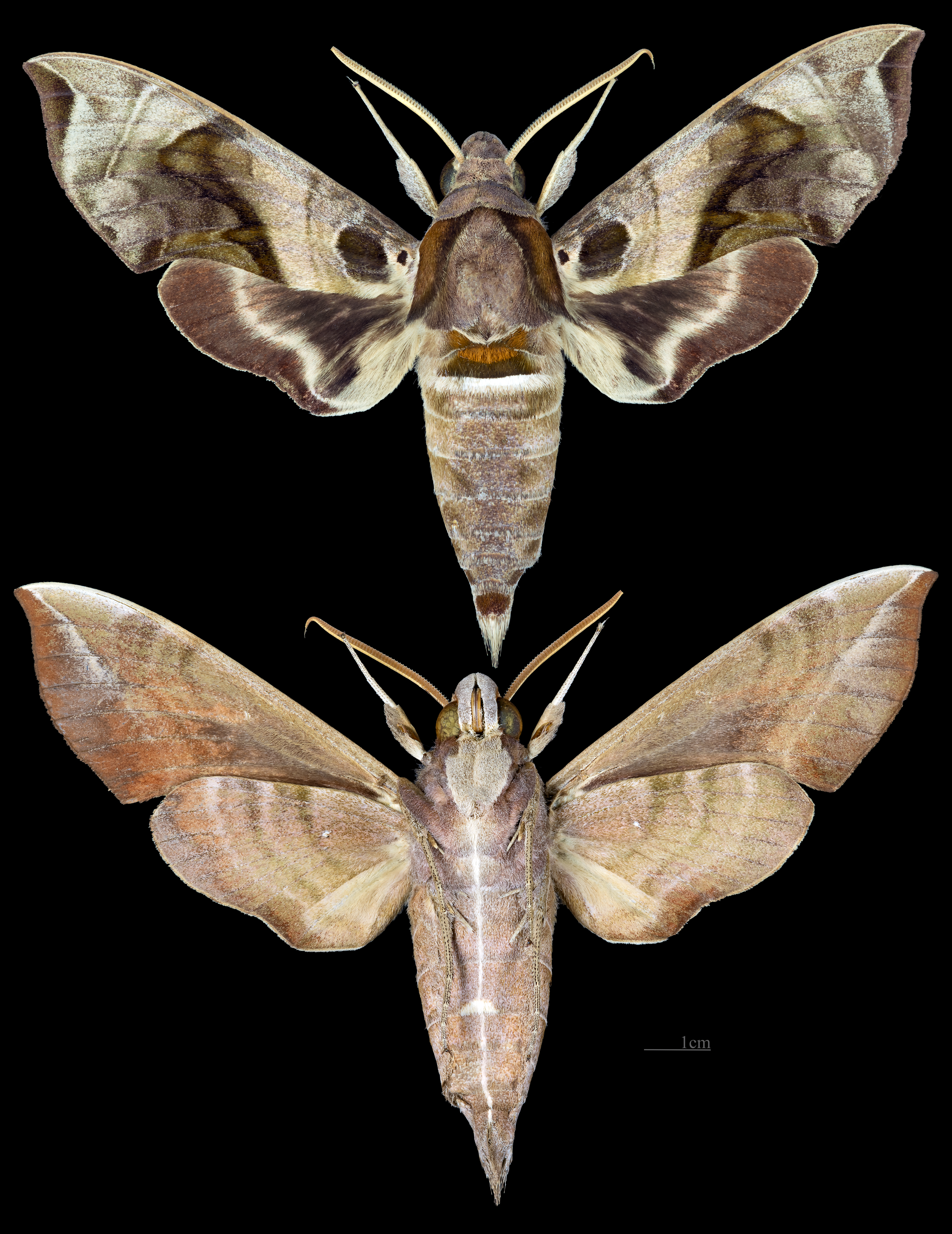
Daphnis placida
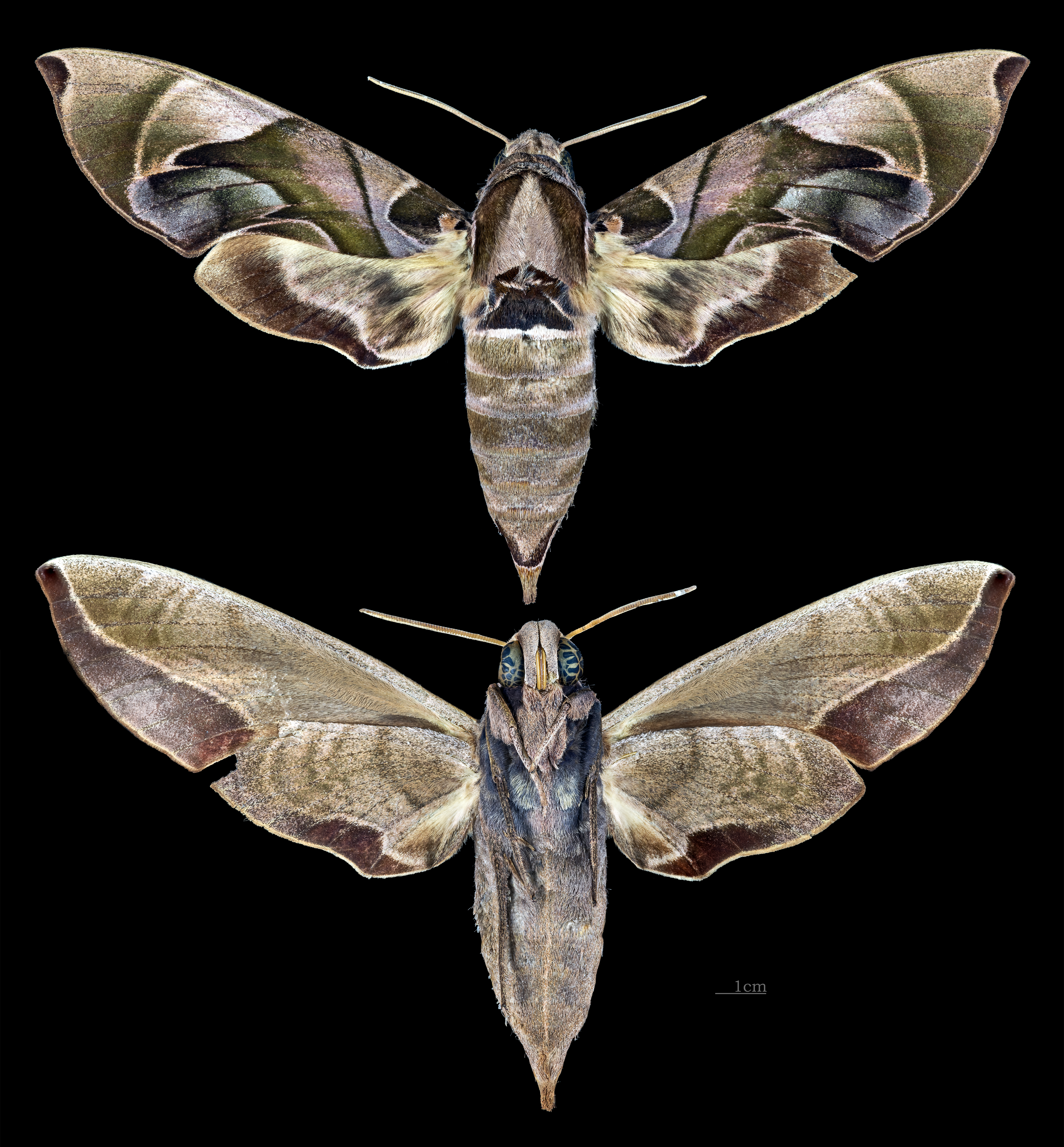
Daphnis protrudens
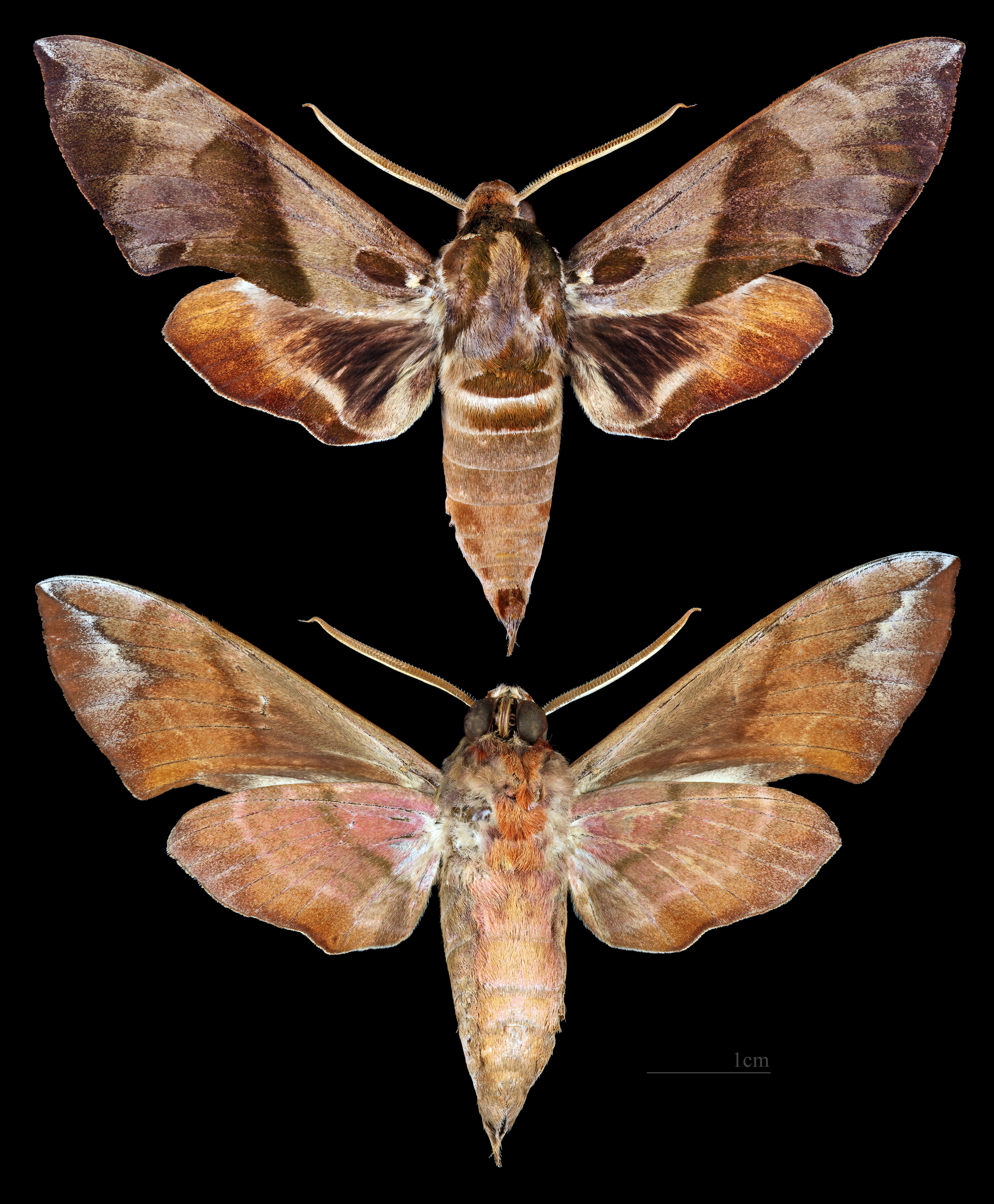
Daphnis torenia